# Moretti Cita
La Moretti Cita fu una piccola berlina due porte prodotta dal 1947 al 1949 dalla piccola casa automobilistica italiana Moretti.

## Contesto
Il prototipo della Cita fu presentato nel 1946 ed aveva un motore a due cilindri orizzontali contrapposti alimentato da benzina con una cilindrata di 250 cm³ e raffreddato ad aria. Nel modello di serie, oltre a dei cambiamenti del design della vettura, la cilindrata fu potenziata a 350 cm³ e il raffreddamento ad aria venne sostituito dal raffreddamento ad acqua.
Il telaio venne costruito con tubi d'acciaio a sezione quadrata. La trazione era posteriore e il cambio manuale a quattro rapporti. La potenza massima era di 14 CV a 4500 giri/min e ciò permetteva alla vettura di raggiungere una velocità massima di 90 km/h (56 mph).
La Cita ("piccola" o anche "bambina" in piemontese) fu la prima vettura di serie della Moretti e venne prodotta anche in versione cabriolet e giardinetta, in quest'ultima parti della carrozzeria vennero costruite in legno.